# Seán Cannon
Seán Cannon (født d. 29. november 1940) er en irsk musiker. Han var medlem af folkemusikgruppen The Dubliners som forsanger og guitarist fra 1982 frem til gruppen trak sig tilbage i 2012. Han fortsatte herefter med størstedelen af gruppen under navnet The Dublin Legends.

## Opvækst
Seán Cannon blev født i Galway, Irland. Som ung rejste han til Tyskland, hvor han lærte tysk og blev interesseret i folkemusik. Herefter flyttede han til Schweiz, hvor han var med i flere radio og tv-shows og lærte at tale fransk. Han flyttede siden til Spanien og underviste i både tysk og fransk og lærte sig desuden spansk.

## Karriere
I slutningen af 60'erne flyttede han til England, hvor han blev en kendt soloartist og spillede på mange folkemusikklubber i Storbritannien.
I 1969 blev Cannon en del af folkemusikgruppen The Gaels, som bestod af tre irere og en skotte. De udgav et album i 1969.
Han turnerede også med bandet Plantxy og Moving Hearts i hele Europa op igennem 70'erne.
Seán Cannon var i mange år ven af The Dubliners og gæstede deres optrædener flere gange ligesom Eamonn Campbell. I 1982 accepterede han en invitation om at blive medlem af bandet, da Luke Kelly blev for syg til at optræde med dem.
Mellem sine turneer med The Dubliners optræder Cannon også solo. Han spiller desuden med sin søn James Cannon under navnet The Cannons.

## Privatliv
Cannon blev gift gift med Pamela Blick og de har to sønner; James og Robert Cannon. De blev senere skilt. Hans far, Jim Cannon, blev født i Donegal, men flyttede til Galway, hvor han giftede sig med Kathleen Byrne, som kom fra Aughrim, County Galway. Han har stadig tre fætre som bor i Irland: Martin Byrne Banagher, County Offaly, Seamus Byrne Enniskillen County Fermanagh og Tom Forde som bor i Ballinasloe, County Galway.
Seán Cannon bor i Coventry, Storbritannien. Han taler gælisk og synger flere af The Dubliners sange på gælisk. Hans store hobby er sprog, og han kan udover engelsk, gælisk, fransk, tysk og spansk, tale lidt russisk, og har i både Island, Jugoslavien og Ungarn præsenteret sange på det respektive sprog.
Cannon bliver nævnt i Christy Mooresangen "Lisdoonvarna" i linjen "Seán Cannon did the backstage cookin'", hvilket refererer til hans kulinariske evner. Da han turnerede i 70'erne foregik det i en ombygget campingvogn, hvorfra han mellem sine optrædener solgte karryretter til både fans og bandmedlemmer.

## Diskografi
Udover sine udgivelser med The Dubliners har Seán Cannon udgivet en række andre albummer.

### Solo
- 1975 Woes of War
- 1975 The Roving Journeyman
- 1979 Erin the Green

### The Gaels
- 1969 The Gaels

### The Dubliners
- Alle deres albus fra 1983 til 2012— se The Dubliners' diskografi

### The Dublin Legends
- An Evening with The Dublin Legends: Live in Vienna (2014)

### The Cannons
- The Cannons (2011)
- Live in Salzgitter, Germany 2015 (double CD, 2016)

### Antologier
- 1976 The Second Folk Review Record – Diverse kunstnere bl.a. Louis og Sally Killen

### Gæsteoptrædener
- 1997 Magic Power – The Wild Lasses
- 2008 Prestestranna Ja, Vel Vel Vel – med Tom Jackie Haugen